# Jolanta Kamińska-Kwak
Jolanta Kamińska-Kwak – polska historyk, specjalizująca się w historii najnowszej Polski; nauczycielka akademicka związana z Uniwersytetem Rzeszowskim.

## Życiorys
Po ukończeniu kolejno szkoły podstawowej oraz średniej oraz pomyślnie zdanym maturalnym podjęła studia na kierunku historia w Wyższej Szkole Pedagogicznej w Opolu, a ukończyła je na Wydziale Nauk Społecznych Uniwersytetu Śląskiego w Katowicach w 1993 roku. W 1997 roku uzyskała tam stopień doktora nauk humanistycznych w zakresie historii na podstawie pracy pt. Polski ruch kobiecy w województwie śląskim w latach 1922-1939, napisaną pod kierunkiem prof. Marii Wanatowicz.
W tym samym roku przeniosła się do Rzeszowa, gdzie rozpoczęła pracę w Instytucie Historii Wyższej Szkoły Pedagogicznej w Rzeszowie (obecnie  Uniwersytet Rzeszowski). Początkowo była adiunktem w Zakładzie Historii Najnowszej, a następnie w Zakładzie Historii Ustroju Polski. habilitację uzyskała na Wydziale Socjologiczno-Historycznym Uniwersytetu Rzeszowskiego na podstawie pracy pt. Inteligencja województwa lwowskiego w okresie międzywojennym. 1 października tego samego roku otrzymała stanowisko profesora nadzwyczajnego. Objęła także stanowisko kierownika Zakładu Historii Ustroju Polski w macierzystym instytucie, a następnie Zakładu Socjografii i Form Ustrojowych. W latach 2012–2016 była dyrektorem Instytutu Historii.

## Dorobek naukowy
Zainteresowania naukowe Jolanty Kamińskiej-Kwak koncentrują się wokół zagadnień związanych z problematyką kresowej inteligencji jako warstwą społeczno-zawodowa, która w największym stopniu wpływała na życie umysłowe i kulturalne polskiego społeczeństwa w okresie międzywojennym. Poza problematyką elit umysłowych zajmowała się dziejami społecznymi i kultury materialnej Górnego Śląska i Kresów południowo-wschodnich, wracała też parokrotnie do zagadnień związanych z działalnością ruchu kobiecego na Śląsku, krystalizowania się świadomości narodowej, działalności towarzystw.
Jest autorem 4 prac zwartych, około 100 rozpraw, artykułów naukowych, komunikatów, recenzji, biogramów, a także redaktorem wydawnictw, w tym od kilku lat periodyku pt. "Rocznik Przemyski" (zeszyt historyczny). Aktywna w Towarzystwie Przyjaciół Nauk w Przemyślu oraz jest członkiem Polskiego Towarzystwa Historycznego. Do jej najważniejszych publikacji naukowych należą:
- Polski ruch kobiecy w województwie śląskim w latach 1922-1939, Katowice 1998.
- Dwa pogranicza - Galicja Wschodnia i Górny Śląsk. Historia, problemy, odniesienia, Rzeszów 2003, współautor: Zdzisław Budzyński.
- Inteligencja województwa lwowskiego w okresie międzywojennym, Rzeszów 2005.
- Ponad podziałami. Towarzystwo Przyjaciół Nauk w Przemyślu w latach 1909-2009, Przemyśl 2009; współautor: Zdzisław Budzyński.